# Rasmus Prehn
Rasmus Prehn (født 18. juni 1973 i Høje Taastrup) er forhenværende minister og nuværende medlem af Folketinget for Socialdemokratiet siden 2005. Han bestred posten som boligordfører i sit første år i Folketinget. Fra 2006 var han videnskabs- og forskningsordfører, fra 2011 transportordfører og i 2019 minister for udviklingssamarbejde. Han var minister for fødevarer, landbrug og fiskeri fra 19. november 2020 til 15. december 2022.

## Baggrund og uddannelse
Han er søn af elektriker Flemming Prehn og pædagogmedhjælper Birte Hanne Prehn. Han er gift med cand.mag. Heidi Linnemann Prehn, født Linnemann Nielsen. Han har tre børn.
Han er uddannet cand.scient.soc. fra Aalborg Universitet med speciale i demokrati via internettet og har desuden studeret sociologi ved University of Leeds.

## Politisk karriere
Siden sin ungdom har han været aktiv i Socialdemokratiet. Således blev han i 1990 formand for DSU's lokalafdeling i Høje Taastrup og i 1992 amtsformand for DSU Københavns Amt. Fire år senere blev han medlem af landsforretningsudvalget og siden formand for det uddannelsespolitiske udvalg. I 1999 blev blev han formand for den socialdemokratiske studenterforening Frit Forum Aalborg.
Ved kommunalvalget i 2001 blev Rasmus Prehn valgt til byrådet i Aalborg Kommune, hvor han blandt andet sad i teknisk udvalg, bevillingsnævnet, samt ældrerådet for Aalborg Centrum. Han blev valgt som formand for den socialdemokratiske byrådsgruppe midt i perioden, men trådte ud af byrådet, da han i 2005 blev valgt til Folketinget.
I sensommeren og efteråret 2022 blev han afsløret i at have rod i sine bilag, og har brugt sin ministerkort til mange dyre middage, hvilket medførte kritik fra flere kanter.

## Private forhold og civile forhold
Esbjerg Højskole ansatte i 2001 Rasmus Prehn som underviser og leder af LO's medlemshvervningsprojekt. I 2002 blev han samme sted ansat som sekretariatsleder i Mindscope. Denne stilling havde han indtil 2004, hvor han skiftede til freelance-underviser på Højskolen for Politik, som også havde base på Esbjerg Højskole.
Han har tidligere været samfundsfagslærer på Aalborghus Gymnasium, hvor han var fra 2008 til 2014.
I 2014 blev han beskyldt for at være forfatteren bag bogen Den Hemmelige Socialdemokrat, der under pseudonym beskriver den socialdemokratiske folketingsgruppe indefra. Han var i 2015 med til at stifte kampagnebureauet Mærkesag, hvor han ved siden af sit medlemskab af Folketinget udarbejder kampagner.